# Simulium argyrocinctum
Simulium argyrocinctum es una especie de insecto del género Simulium, familia Simuliidae, orden Diptera.
Fue descrita científicamente por Meijere, 1913.